# Station Nogent-l'Artaud - Charly
Station Nogent-l'Artaud-Charly is een spoorwegstation aan de spoorlijn Noisy-le-Sec - Strasbourg-Ville. Het ligt in de Franse gemeente Nogent-l'Artaud, vlak bij Charly-sur-Marne gelegen in het Franse departement Aisne (Hauts-de-France).

## Geschiedenis
Het station werd op 26 augustus 1849 geopend door de compagnie des chemins de fer de l'Est bij de opening van de sectie Meaux - Épernay. Sinds zijn oprichting is het eigendom van de Société nationale des chemins de fer français (SNCF).

## Ligging
Het station ligt op kilometerpunt 83,778 van de spoorlijn Noisy-le-Sec - Strasbourg-Ville.

## Diensten
Het station wordt aangedaan door treinen van Transilien lijn P, tussen Parijs en Château-Thierry. Ook doen treinen van TER Picardie en TER Champagne-Ardenne het station aan, welke rijden tussen Parijs en Reims.

## Vorig en volgend station
| Richting  | Vorig station  | Lijn    | Volgend station | Richting        |
| --------- | -------------- | ------- | --------------- | --------------- |
| Paris-Est | Nanteuil-Saâcy | Trans P | Chézy-sur-Marne | Château-Thierry |